# Forças Armadas de Liechtenstein
Liechtenstein, oficialmente, segue uma política de neutralidade e é um dos poucos países no mundo que não mantém forças armadas. O exército foi abolido logo após a Guerra Austro-Prussiana, em que Liechtenstein possuía um exército de apenas 80 homens. Para segurança institucional, o país mantém uma Polícia Nacional (a Landespolizei), com 91 oficiais e 34 empregados civis.